# Foghat (álbum de 1973)
Foghat es el segundo álbum, así como el segundo auto-titulado del álbum de la banda Foghat. Fue lanzado en marzo de 1973, y es generalmente conocida por los fanes como Rock and Roll, por su foto de la portada que representa una piedra y (pan) roll.

## Lista de canciones
- "Ride, Ride, Ride" - 4:24
- "Feel So Bad" - 5:09
- "Long Way To Go" - 5:07
- "It's Too Late" - 3:52
- "What A Shame" - 3:57
- "Helpin' Hand" - 4:41
- "Road Fever" - 4:22
- "She's Gone" - 3:12
- "Couldn't Make Her Stay" - 1:57

- Datos: Q6512498